# Ruth Deech, Baroness Deech

Ruth Deech (2015)

Ruth Lynn Deech, Baroness Deech DBE (* 29. April 1943) ist eine britische Juristin und Hochschullehrerin, die seit 2005 als Life Peeress Mitglied des House of Lords ist.

## Leben

### Familie, Studium, Lehrtätigkeiten und Leiterin des St Anne’s College
Ruth Deech ist die Tochter von Josef Fraenkel, Gründungsmitglied des World Jewish Congress und Biograph von Theodor Herzl.
Nach dem Schulbesuch absolvierte Ruth Deech ein Studium der Rechtswissenschaften und war nach Beendigung des Studiums zwischen 1966 und 1967 juristische Assistentin der Rechtskommission (Law Commission) und erhielt anschließend 1967 ihre anwaltliche Zulassung. Im Anschluss war sie von 1967 bis 1968 Forschungsassistentin von Leslie Scarman, der zu dieser Zeit Richter am High Court of Justice und später langjähriger Lord Justice of Appeal sowie Lordrichter war.
1968 ging sie nach Kanada und lehrte dort bis 1970 als Assistenzprofessorin Rechtswissenschaften an der University of Windsor. Nach ihrer Rückkehr nach Großbritannien war sie zwischen 1970 und 1991 Fellow und Tutorin für Rechtswissenschaften am St Anne’s College der University of Oxford. Während dieser Zeit war sie 1978 Gastprofessorin an der Osgoode Hall Law School der kanadischen York University sowie zwischen 1985 und 1986 Leitende Prüferin (Senior Proctor) und  danach von 1986 bis 2000 Mitglied des Obersten Verwaltungsrates (Hebdomadal Council) der Universität Oxford. Daneben war sie zwischen 1980 und 1990 auch Verwalterin des Carmel College in Wallingford und ist seit 1988 Vorsitzende des Gremiums zur Verleihung der Stuart-Young-Preise, die nach dem 1986 verstorbenen Vorsitzenden des BBC Board of Governors benannt wurden.
1991 wurde sie Leiterin (Principal) des St Anne’s College und bekleidete diese Funktion bis 2004. Zugleich fungierte sie von 1993 bis 1997 als Vorsitzende des Aufnahmeausschusses der University of Oxford und zwischen 1993 und 1994 als Mitglied des Enquetekomitees für gleiche Bedingungen bei der anwaltlichen Berufszulassung. Ruth Deech, die 1994 Gastdozentin an der Rechtswissenschaftlichen Fakultät der Universität Kapstadt war, war zwischen 1994 und 2002 Mitglied des Exekutivrates der Internationalen Gesellschaft für Familienrecht und Vorsitzende der Behörde für menschliche Befruchtung und Embryologie (Human Fertilisation and Embryology Authority) sowie von 1994 bis 2000 Verwalterin des Zentrums für hebräische und jüdische Studien der Universität Oxford (Oxford Centre for Hebrew and Jewish Studies).

### Pro-Vizekanzlerin der University of Oxford und Oberhausmitglied

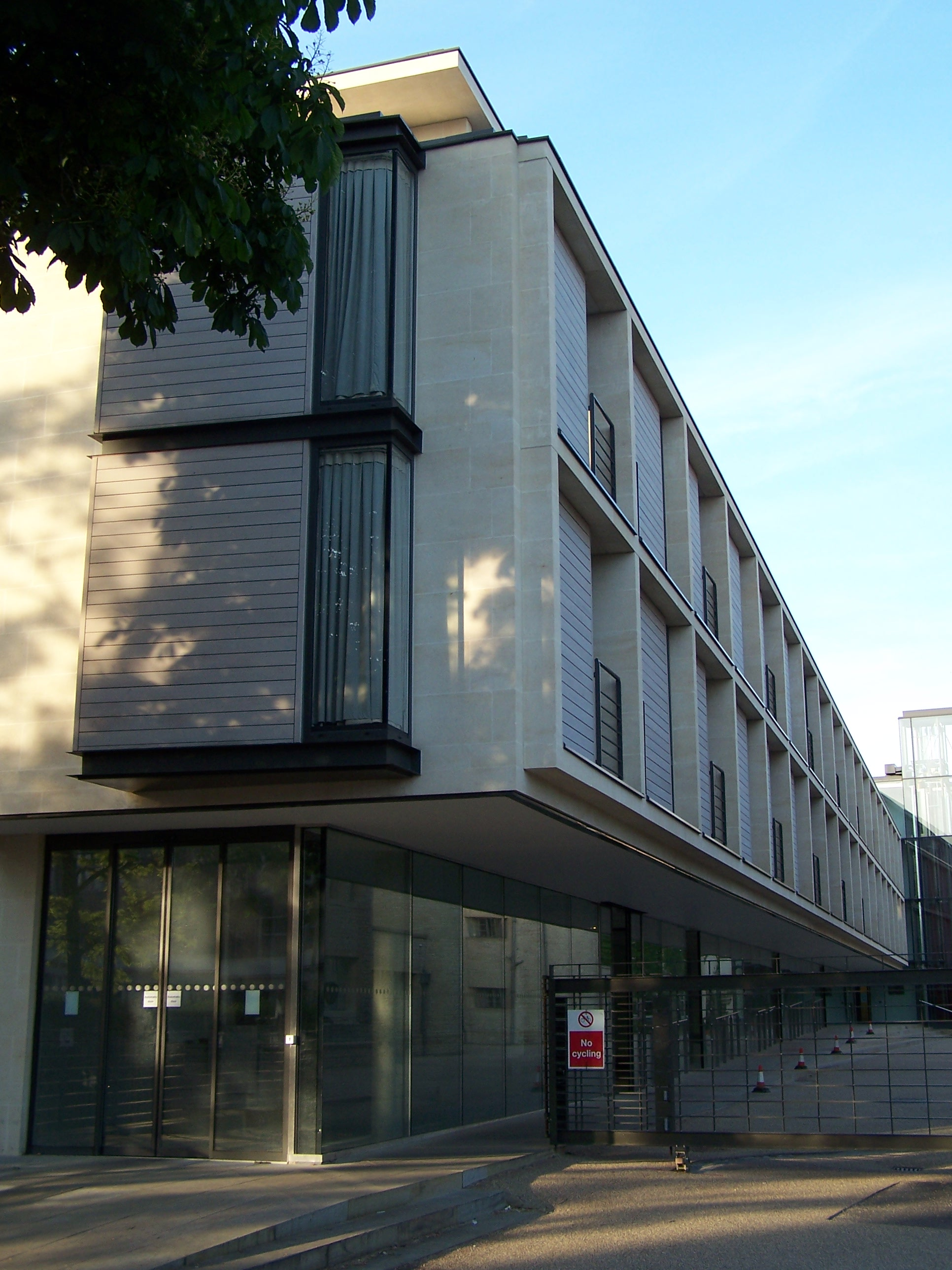
Das Ruth Deech-Gebäude des St Anne’s College

Zwischen 1997 und 2000 fungierte Ruth Deech, die 1996 Ehrenmitglied der Rechtsanwaltskammer von Inner Temple wurde und von 1996 bis 2006 Verwalterin des Rhodes Trust war, zudem als Verwalterin der University College School (UCS) und war danach von 2000 bis 2003 erneut Vorsitzende des Aufnahmeausschusses der Universität Oxford. Darüber hinaus ist sie seit 1997 Ehren-Fellow der Gesellschaft für angewandte Rechtsstudien und wurde 2001 Fellow der Royal Society of Medicine.
2001 wurde Frau Deech Pro-Vizekanzlerin der University of Oxford und bekleidete dieses Amt bis 2004. Für ihre Verdienste wurde sie 2002 Dame Commander des Order of the British Empire und führte fortan den Namenszusatz „Dame“. Ferner wurde ihr 2003 ein Ehrendoktor der Rechtswissenschaften der University of Strathclyde verliehen und sie als Mitglied in die Livery Company der Worshipful Company of Drapers aufgenommen. Zwischen 2004 und 2008 fungierte sie als unabhängige Schiedsfrau für Hochschulbildung.
Ruth Deech wurde durch ein Letters Patent vom 5. Oktober 2005 als Life Peeress mit dem Titel Baroness Deech, of Cumnor in the County of Oxfordshire, in den Adelsstand erhoben. Kurz darauf erfolgte am 25. Oktober 2005 ihre Einführung (Introduction) als Mitglied des House of Lords. Im Oberhaus gehört sie zur Gruppe der sogenannten Crossbencher.
In der Folgezeit wurde ihr 2006 von der Richmond, The American International University in London ein weiterer Ehrendoktor der Rechte verliehen. Zwischen 2008 und 2011 hatte sie die Professur für Rechtswissenschaften am Gresham College inne und hatte daneben von 2008 bis 2009 denn Vorsitz der Nationalen Arbeitsgruppe für Frauen in der Medizin. Baroness Deech ist seit 2009 Vorsitzende der Behörde für anwaltliche Standards.
Sie war Mitglied des Jewish Leadership Council, Bevollmächtigte des Jüdischen Nationalfonds für Israel und Mitglied im Roth Institut für Antisemitismusstudien an der Universität Tel Aviv. Sie erhielt im Jahr 2012 von der Ben-Gurion-Universität im Negev einen Ehrendoktor der Rechtswissenschaften.
Ihr zu Ehren wurde das Ruth Deech-Gebäude des St Anne’s College benannt.

## Veröffentlichungen
- Divorce Dissent. Dangers in Divorce Reform, 1994, ISBN 9781897969182
- From IVF to Immortality. Controversy in the era of reproductive technology, Mitautorin Anna Smajdor, 2007, ISBN 9780199219797